# Bushwhackers

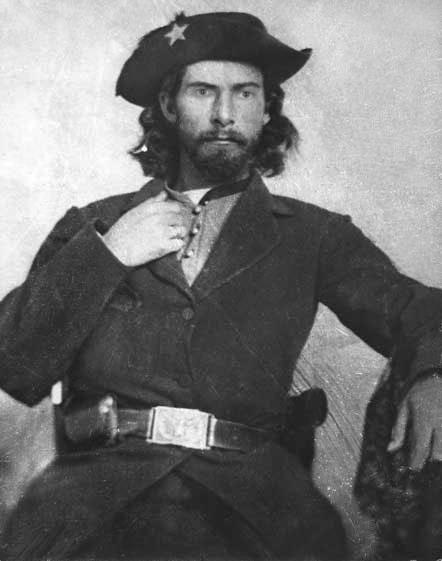
Il bushwhacker "Bloody Bill" Anderson

Bushwhacker è un termine utilizzato durante la rivoluzione americana e la guerra di secessione americana per definire le milizie irregolari. Spesso viene utilizzato per definire i responsabili di azioni di guerriglia particolarmente efferate nelle aree rurali.

## Nella guerra civile americana
Durante la guerra civile americana, venivano definiti Bushwacker le squadre di miliziani associati all'esercito confederato e attivi in particolare in Missouri, Kansas, Tennessee e nelle aree settentrionali della Virginia e della Georgia. Al contrario, i guerriglieri schierati con l'Unione erano definiti Jayhawker. Probabilmente, il più famoso Bushwhacker è stato Jesse James, che durante il 1864 combatté in Missouri.

## Influenza nella cultura di massa
I film ambientati durante la guerra civile americana Il texano dagli occhi di ghiaccio (The Outlaw Josey Wales) del 1976, con Clint Eastwood, e Cavalcando col diavolo del 1999, diretto da Ang Lee, sono entrambi incentrati su figure di bushwhackers.